# Immolanjärvi
Immolanjärvi är en sjö i kommunen Varkaus i landskapet Norra Savolax i Finland. Sjön ligger 83,7 meter över havet. Den är 6,06 meter djup. Arean är 1,02 kvadratkilometer och strandlinjen är 11,19 kilometer lång. Sjön  ingår i Vuoksens huvudavrinningsområde.   Den ligger omkring 69 kilometer söder om Kuopio och omkring 280 kilometer nordöst om Helsingfors. 
I sjön finns öarna Leppäluoto, Ahosaaret, Riitasaaret och Karhulansaari. 